# 560-та гренадерська дивізія (Третій Рейх)
560-та гренадерська дивізія (Третій Рейх) (нім. 560. Grenadier-Division) — гренадерська піхотна дивізія Вермахту, що входила до складу німецьких сухопутних військ за часів Другої світової війни.

## Історія
560-та гренадерська дивізія створена 1 серпня 1944 року у норвезькому Моссі в ході 30-ї хвилі мобілізації Вермахту. Втім, вже 10 серпня дивізія була перейменована на 560-у фольксгренадерську дивізію.

## Райони бойових дій
- Норвегія (серпень 1944)

## Командування

### Командири
- генерал-лейтенант Еріх Гофманн (нім. Erich Hofmann) (1 — 10 серпня 1944)

### Підпорядкованість
| Час     | Корпус | Армія | Група армій (округ)                    | Штаб     |
| ------- | ------ | ----- | -------------------------------------- | -------- |
| 1944    |        |       |                                        |          |
| серпень |        |       | Німецькі окупаційні війська в Норвегії | Норвегія |

### Склад
| 1944                                      |
| ----------------------------------------- |
| 1128-й гренадерський полк                 |
| 1129-й гренадерський полк                 |
| 1130-й гренадерський полк                 |
| 1560-й артилерійський полк                |
| 560-й фузилерний батальйон                |
| 1560-та рота зв'язку                      |
| 5160-те дивізійне управління забезпечення |

## Нагороджені дивізії
Нагороджені дивізії
|  | Кавалери Лицарського хреста Залізного хреста                                                               | 1 |
|  | Кавалери Почесної відзнаки Сухопутних військ «Почесна застібка на орденську стрічку для Сухопутних військ» | 2 |

- Нагороджені Сертифікатом Пошани Головнокомандувача Сухопутних військ (1)